# Peter Watson (Leichtathlet)
Peter Watson (Peter Bruce Watson; * 30. Mai 1947 in Victoria) ist ein ehemaliger australischer Mittelstreckenläufer.
Bei den Olympischen Spielen 1968 in Mexiko-Stadt schied er über 1500 m im Vorlauf aus.
1974 erreichte er bei den British Commonwealth Games in Christchurch über 800 m das Halbfinale.
1968 sowie 1973 wurde er Australischer Meister über 1500 m und 1974 über 800 m.

## Persönliche Bestzeiten
- 800 m: 1:46,3 min, 20. Januar 1974, Christchurch
- 1500 m: 3:39,9 min, 23. März 1968, Sydney
- 1 Meile: 3:58,0 min, 7. Juli 1973, Victoria